# Monoclona laosilvatica
Monoclona laosilvatica är en tvåvingeart som beskrevs av Sevcik 2001. Monoclona laosilvatica ingår i släktet Monoclona och familjen svampmyggor.
Artens utbredningsområde är Laos. Inga underarter finns listade i Catalogue of Life.